# Eilica albopunctata
Eilica albopunctata är en spindelart som först beskrevs av Henry Roughton Hogg 1896.  Eilica albopunctata ingår i släktet Eilica och familjen plattbuksspindlar. Inga underarter finns listade i Catalogue of Life.